# Bot informatique
Pour les articles homonymes, voir Bot.
Un bot informatique est un agent logiciel automatique ou semi-automatique qui interagit avec des serveurs informatiques. Un bot se connecte et interagit avec le serveur comme un programme client utilisé par un humain, d'où le terme « bot », qui est la réduction par aphérèse de « robot ».
Selon Andrew Leonard, un bot est « un programme informatique autonome supposé intelligent, doué de personnalité, et qui habituellement, mais pas toujours, rend un service ». Le terme « personnalité » est justifié par l'auteur par l'anthropomorphisme plus ou moins prononcé dont le bot est l'objet. 
La supposée « intelligence » du bot renvoie à la notion d'intelligence artificielle proposée par Marvin Minsky et qui consiste à « fabriquer des machines qui font des choses qui, accomplies par l'homme, demanderaient de l'intelligence ». Le (ou les) programmeur(s) du bot ont donc bien conscience de l'absence d'intelligence humaine pour leur bot, alors que les autres humains, comme les internautes, ne sont pas nécessairement dans ce cas.
Il existe une taxonomie proposée par Stan Franklin et Art Graesser qui situe les bots dans la famille des agents autonomes artificiels. Les bots sont développés principalement pour effectuer des tâches répétitives. 
Ils sont également utiles lorsque la rapidité d'action est un critère important, avec par exemple les robots de jeu, les robots d'enchères, mais aussi pour simuler des réactions humaines, comme avec les bots de messagerie instantanée.
À l'origine, les bots sont préférés aux humains pour les soulager de tâches automatisables mais également parce que leurs capacités sont supérieures sur les tâches qui leur sont données.

## Web
Les robots d'indexation, tels que le Googlebot, sont la principale utilisation des robots informatiques. Ils parcourent le web en indexant les pages pour le compte de moteurs de recherche.
Dans le cas d'un wiki, les bots sont utilisés pour remplir des tâches systématiques comme corriger des fautes d'orthographe courantes, générer du contenu en suivant un template, maintenir la cohérence des liens, détecter les contributions douteuses, etc. Le logiciel wiki peut offrir des pages spécialement conçues pour les bots afin qu'ils puissent agir plus rapidement en chargeant un peu moins les serveurs.
Les bots sont souvent utilisés dans  sites de rencontres afin de simuler l'existence de vraies personnes sur ces sites.

## Messagerie instantanée et IRC
Les bots de messagerie instantanée existaient déjà au début des années 1990, notamment sur IRC. 
Ils peuvent proposer des jeux, tenir des statistiques, gérer un canal de discussion, etc. Souvent, ils sont programmés pour donner un statut privilégié à certains utilisateurs. 
Depuis 2016, les bots ou dialogueurs reviennent à la mode grâce aux travaux en matière d'intelligence artificielle qui leur donnent une nouvelle vie.

## Robots de jeu
Dans le cadre de jeux vidéo, les bots sont des adversaires artificiels qui miment le comportement de vrais joueurs, pilotés par l'ordinateur, permettant ainsi de jouer seul à un jeu multijoueur.
Il existe également des bots d'assistance, permettant d'assister le joueur dans les manipulations demandant de la précision ou de la rapidité. Par exemple, dans un jeu de tir à la première personne, un bot permettra d'ajuster automatiquement la visée afin de faire mouche à chaque coup.
Ce genre de bot est généralement considéré comme de la triche, et peut sanctionner leurs utilisateurs d'un bannissement.
Il existe également des bots d'aide à l'administration de serveurs de jeux vidéo, tel que le Big Brother Bot. Ces robots ne constituent en aucun cas des joueurs artificiels.

## Utilisation malveillante
Des chercheurs comme Silvia Lombardo (chercheuse indépendante en Italie) ont proposé l'idée que l'humanité entre dans une nouvelle ère : le « Robocène » (où les robots sont physiques, mais aussi des bots informatiques). La dénomination de « Bad Bot » a été proposée pour désigner les bots créés pour des usages malveillants, tels que par exemple :  
- attaque distribuée, conduite par des bots contre des services internet : voir Botnet ;
- « pollution » de forums de discussion dans le but de spammer, jouer le rôle de trolls, diffuser des théories du complot, tenter de rediriger les internautes, usagers de twitter ou de Facebook, etc. vers une publicité, de la propagande, un site concurrent et/ou malveillant. Les commentaires déposés par ces bots sont souvent trouvé dans les sections de commentaires ou les forums de divers sites Web : voir 'spambots ;
- fraude au clic : voir webbots ;
- augmentation truquée du nombre de vues de pages internet ou de vidéos (par exemple sur YouTube) ;
- influence psychologique, au service de la publicité et de la propagande politique. Il ne s'agit pas de science-fiction ; des bots créés et gérés à partir d'une Intelligence artificielle (IA) ont déjà été utilisés en politique, par exemple pour, à partir de centaines de millions de données personnelles ou désanonymisées et/ou agrégées (ce qui est interdit en Europe par le RGPD) ou issues de la fouille du Big data ou volées sur les comptes facebook privés, secrètement influencer les votes. Des plateformes logicielles comme « Ripon » ont été révélées par le scandale Facebook-Cambridge Analytica/AggregateIQ. Dans ce cas, des groupes conservateurs et libertariens de droite ont payé le Groupe SCL et Cambridge Analytica pour créer et utiliser Ripon (crée par AggregateIQ) pour truquer d'une nouvelle manière, les votes, en influençant artificiellement les émotions et par suite les comportements et choix de vote des électeurs, sans leur consentement, et sans qu'ils aient conscience d'avoir été manipulés. Le même outil était utilisé pour inciter à l'abstentions des électeurs classé par le logiciel comme n'étant pas prêt à changer d'avis. 
En 2018, des enquêtes et révélations de lanceurs d'alerte ont montré que des utilisations massives de propagande politique et de désinformations par des bots, associés à des trolls humains (Usine à trolls éventuellement) ou animés par une IA ont été pratiquées dans les années 2010 pour artificiellement améliorer les scores de votes en faveur de Ted Cruz, Ben Carson, Donald Trump aux États-Unis, et en faveur du Brexit au Royaume-Uni (pour ne citer que les exemples les plus médiatisés). Cette nouvelle méthode d'influence semble avoir été initialement principalement encouragée et lourdement financée respectivement par Steve Bannon[6] et la famille proche du milliardaire Robert Mercer[7] pour faire avancer les idées du libertarianisme de droite et faire advenir le Brexit en influençant le cours du Référendum sur l'appartenance du Royaume-Uni à l'Union européenne[8]. 
Selon Silvia Lombardo, ce type de bots, générateurs de « deepfakes » (« hypertrucages ») et d'une vérité troublée par la diffusion à large échelle de faits alternatifs (parfois appuyés par des hypertrucages), pourrait conduire, ou conduit déjà depuis le milieu des années 2010 au développement de politiques populistes, et à un avenir plus dystopique[5]. Le Gouvernement russe est soupçonnée d'utiliser des bots et des fermes de trolls pour déstabiliser de nombreux autres pays. Ce fut notamment le cas fin novembre 2024 en Roumanie quand le candidat Calin Georgescu, jusqu'alors quasi inconnu et crédité de moins de 10% des intentions de vote, se plaça en tête du premier tour avec 32% des suffrages exprimés. Une crise politique inédite a alors secoué le pays en raison de soupçons "d'ingérence étrangère" via les réseaux sociaux tels que Tik Tok et Face Book. Chose exceptionnelle dans un pays membre de l'Union Européenne et de l'OTAN, sur fond de guerre en Ukraine, le scrutin fut annulé puis reporté au mois de mai 2025. Calin Georgescu ayant été entre-temps frappé d'inéligibilité.

## Bot et assistance
Des bots dialogueur, communément appelés chatbot, permettent aux clients de communiquer avec les entreprises, des administrations ou d'autres entités, sans avoir à communiquer avec une personne physique. 
KLM a ainsi produit un « dialogueur » qui permet aux clients de recevoir des cartes d'embarquement, des rappels et d'autres informations nécessaires pour un vol. 
Les entreprises ont créé des dialogueurs qui peuvent profiter aux clients. L'« engagement des clients » a augmenté depuis que ces dialogueurs ont été développés[réf. souhaitée].
Les « robots de chat » (chatbots) sont utilisés quotidiennement. 
Google Assistant et Siri sont considérés comme des assistants virtuels permettant aux gens de poser des questions et d'obtenir une réponse en utilisant un système d'IA. 
Ces progrès technologiques profitent à la vie quotidienne des gens, mais sont aussi une source d'informations personnelles pour les GAFA qui peuvent les revendre ou utiliser à des fins moins altruiste (profilage psychologique pour publicité ou propagande ciblée notamment).

## Législation
L'usage des robots informatiques peut être limité par plusieurs législation : le Règlement général sur la protection des données (RGPD) en Europe, le droit sur la propriété intellectuelle et le droit à la liberté d'expression. 
Le 19 juin 2025, en France, la Commission nationale de l'informatique et des libertés (CNIL) rappelle que les robots doivent respecter les conditions affichées par les sites web comme les fichiers robot.txt ou les captchas pour limiter le traitement automatisé. La base du traitement ne peut être l'intérêt légitime que si le responsable du robot garantit qu'aucune donnée sensible n'est collectée, les personnes concernées puissent être informées, et qu'elles bénéficient réellement du droit d'opposition,.